# مگومی تودا
مگومی تودا (انگلیسی: Megumi Toda؛ زادهٔ ۸ دسامبر ۱۹۹۰) صداپیشه اهل ژاپن است.